# إيفان جاجيتش
إيفان جاجيتش مواليد 17 مايو 1979 في نيش، هو لاعب كرة يد صربي معتزل لعب كحارس مرمى. يلعب حاليا مع نادي جورينيه فيلينيه لكرة اليد ويحمل الرقم 1. مثل منتخب صربيا لكرة اليد.